# Weidelsberg
Der Weidelsberg ist ein 492,3 m ü. NHN hoher Berg der Ostabdachung des Waldecker Waldes bei Ippinghausen im nordhessischen Landkreis Kassel. Sein weithin sichtbares Merkmal ist die auf seinem Gipfel befindliche Ruine der Weidelsburg.

## Geographie

### Lage
Der Weidelsberg ist Teil der Ostabdachung des Waldecker Waldes im Westteil des Naturparks Habichtswald. Er erhebt sich südlich oberhalb von Ippinghausen, einem südlichen Stadtteil von Wolfhagen, zu deren Stadtgebiet der Berg gehört. Etwa 170 m unterhalb seines Gipfels fließt der Eder-Zufluss Elbe, der von Südwesten kommend den Berg nördlich durch Ippinghausen fließend passiert und dann nach Süden in Richtung Naumburg abknickt; südsüdwestlich der Kuppe entspringt der kleine Elgersbach, der südostwärts der Elbe zufließt. Der steil ansteigende Berg ist auf seinen Hochlagen bewaldet, seine unteren Hanglagen werden teils landwirtschaftlich genutzt.

### Naturräumliche Zuordnung
Der Weidelsberg liegt als Singularität in der naturräumlichen Haupteinheitengruppe Westhessisches Bergland (Nr. 34) auf der Grenze der Haupteinheiten Waldecker Wald (3402) im Westen und Ostwaldecker Randsenken (341) im Osten und auf jenen von deren Naturräumen Langer Wald (3402.5) im Nordwesten, Alter Wald (3402.6) im Südwesten und Ippinghäusergrund (mit Rauenstein) (341.40; zu Naumburger Senken und Rücken zählend; 341.4) im Nordnordosten über Osten bis Südsüdosten.

## Weidelsburg
Auf dem Berggipfel befindet sich die Ruine der aus dem 12. Jahrhundert stammenden Weidelsburg, von der noch Mauer-, Palas- und Turmreste sowie Torbögen und ein Großteil des Zwingers vorhanden sind. Vom Ost-Palas kann die Rundsicht im Naturpark Habichtswald genossen werden – unter anderem hinab nach Ippinghausen.

## Verkehrsanbindung und Wandern
Zum Weidelsberggipfel gelangt man zum Beispiel von einem auf seinem Nordhang gelegenen Wanderparkplatz, der über einem etwas südlich von Ippinghausen an der nach Naumburg führenden Landesstraße 3214 (Weidelsburgstraße) beginnenden Fahrweg zu erreichen ist, auf Wald- und Wanderwegen, die steil bergauf zum Gipfel und damit zur Weidelsburg verlaufen. Über den Gipfel führen die Wanderwege Märchenlandweg, Studentenpfad und Habichtswaldsteig und zudem die Extratour H8 des Habichtswaldsteigs, wobei dessen Extratour H7 über die West- und Ostflanke verläuft. Außerdem führen der Eco Pfad Archäologie Naumburg und der Hessenweg 8 über den Berg; nördlich vorbei verläuft der Hessenweg 7.

## Aussicht
Der Weidelsberg bietet einen Panoramablick in alle Richtungen, wobei der Westen von Rothaargebirge und Kellerwald dominiert wird, der Osten von Habichtswald und Knüll sowie, bei sehr guter Sicht, vom Vogelsberg. Den Brocken im Harz, den Inselsberg im Thüringer Wald und den Baier in der Rhön wird man eher selten sehen. Nachfolgend eine Aufstellung der am Horizont auffälligsten Berge:
| Westseite (von Nord nach Süd): - Eggegebirge - Hausheide (441,4 m; 51,8 km) - Bierbaums Nagel (431,4 m; 34,8 km) Von 343° bis 293° finden sich kaum markante Erhebungen am Horizont, dann jedoch auffallend viele: - Padberger Schweiz (am Diemelsee) - Eisenberg (594,6 m; 30,7 km) - Örenstein (641,6 m; 35,9 km) - Rothaargebirge - Schlößchen (683,3 m; 33,7 km) - Koppen (715,1 m; 33,1 km) - Dommel (738 m; 33,6 km) - Widdehagen (634,7 m; 26,2 km) vor dem Treiskopf (779,8 m; 37,8 km) - Hoher Eimberg (806,1 m; 38,1 km) - Sähre (um 741 m; 33,0 km) - Ettelsberg (837,7 m; 37,9 km) - Hegekopf (842,9 m; 38,6 km) - Kahle Pön (775,6 m; 33,5 km) - Clemensberg (um 840 m; 39,7 km) - Hopperkopf (832,3 m; 38,1 km) - Eisenberg (560 m; 22,2 km) vor dem Jürgensköpken (759,7 m; 36,7 km) - Schlossberg (790,8 m; 37,0 km) - Reetsberg (791,6 m; 37,8 km) - Kahler Asten (741,9 m; 46,8 km) - Hohe Seite (752,5 m; 40,1 km) - Bollerberg (757,9 m; 39,3 km) - (Wallershöhe und) Ziegenhelle (816,1 m; 45,8 km) - Hoher Stein (bis 669,1 m; 43,4 km) - Oberecke (649,3 m; 48,0 km) - Hohe Warte (644,8 m; 49,2 km) - Knöbelsroth (594 m; 44,9 km) - Bärenkopf (681,2 m; 60,7 km) - Bubenberg (608,7 m; 50,4 km) - Stein (644,1 m; 59,2 km) - Buchholz (643 m; 57,5 km) - Sackpfeife (673,5 m; 55,1 km) - Kellerwald mit - Traddelkopf (626,4 m; 19,5 km) - Dicker Kopf (603,7 m; 16,2 km) - Große Aschkoppe (639,8 m; 24,2 km) - Hohes Lohr (656,7 m; 28,9 km) - Jeust (585,0 m; 32,4 km) - Auenberg (610,7 m; 23,6 km) - Wüstegarten (675,3 m; 28,9 km) | Ostseite (von Nord nach Süd): - Elsbergrücken - Winterberg (429,1 m; 76,6 km), Lipper Bergland - Stromberg (362,2 m; 14,0 km), Elsbergrücken - Großer Pulskopf (447,7 m; 69,5 m), Lipper Bergland - Heidelbeerenberg (398 m; 13,3 km), Elsbergrücken - Desenberg (343,6 m; 25,6 km), Warburger Börde - Köterberg (495,8 m; 65,9 km), Lipper Bergland - Warteberg (419 m; 9,8 km), Elsbergrücken - Habichtswälder Bergland, bis zu den Gudenbergen vor dem Solling (bis 527,8 m; am Höhenschwerpunkt gut 65 km) - Escheberg (448,9 m; 16,0 km) - Heuberg (392 m; 30,9 km) links hinter dem Malsberg (405,6 m; 17,3 km), Hofgeismarer Stadtwald - Westberg (340 m; 31,4 km), Hofgeismarer Stadtwald - Schöneberg (323 m; 33,2 km), östlich von Hofgeismar - Kleinem Gudenberg (531,8 m; 13,7 km) - Großer Gudenberg (568,7 m; 13,7 km) - Großer Bärenberg (600,7 m; 12,3 km) - Isthaberg (523,1 m; 7,1 km) - Rohrberg (516,7 m; 11,9 km) - Bosenberg (471,5 m; 10,7 km) - Burghasunger Berg (479,7 m; 10,6 km) vor dem Dörnberg (578,7 m; 16,7 km) - Brocken (1141,2 m; 117,4 km), Harz - Hohen Hagen (492,5 m; 48,6 km), Sollingvorland - Hohe Habichtswald (614,8 m; 15,1 km) hinter Hundsberg (496 m) und Wattenberg (516,2 m; 9,5 km) - Kaufunger Wald mit dem Bilstein (641,2 m; 44,7 km) - Saukopf (511,4 m; 12,7 km) - Hoher Meißner (bis 753,6 m; 49,8 km) - Schwengeberg (556,7 m; 14,0 km) - Bilstein (460 m; 15,5 km) - Emser Berg (446,5 m; 10,0 km) - Großer Inselsberg (916,5 m; 103,4 km), Thüringer Wald - Wartberg (430,8 m; 6,0 km), Elberberger Höhen - Alheimer (548,7 m; 48,7 km) - Homberger Hochland, Knüll und Ottrauer Bergland - Heiligenberg (393,3 m; 26,8 km), dahinter die Gnishecke (470,8 m; 67,3 km) im Seulingswald - Falkenkopf (gut 400 m; 31,1 km); Gemarkung Beuern, aber östlich der A 7 - Nadelöhr (470,3 m; 66 km), Seulingswald - Klauskopf (413,7 m; 9,7 km), Elberberger Höhen - Hinterberg (420,4 m; 11,1 km), Elberberger Höhen - Holsteinkopf (580 m; 49,5 km) - Baier (713,9 m; 89,1 km), Rhön - Eichelsberg (480 m; 38,7 km), östlich von Niederbeisheim - Eisenberg (635,5 m; 50,0 km) - Heiligenberg (380 m; 9,0 km) - (Waldknüll/Knüllköpfchen/Wilsberg) (633,8 m; 44,1 km) - Sendberg (339 m; 34,3 m), Solitärberg in der Schwalm - Bechtelsberg (472 m; 56,9 km), Ottrauer Bergland - Auerberg (500,5 m; 64,0 km), Ottrauer Bergland - Altenburg (432,7 m; 25,9 km), Hessenwald - Vogelsberg nebst Taufstein (773 m; 84,3 km) |

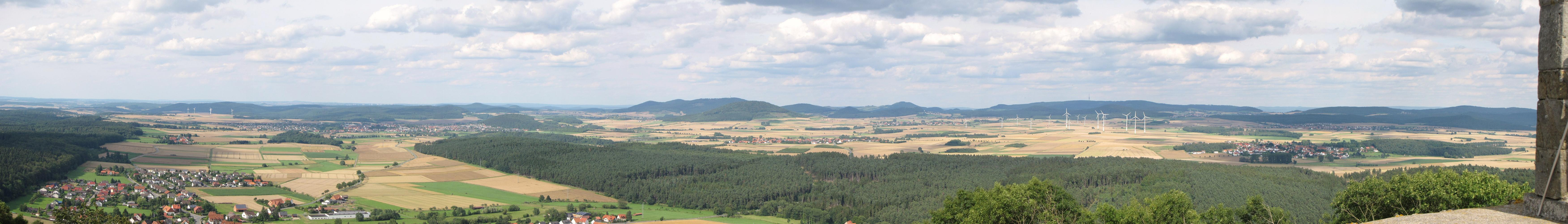
Nordostblick von der Weidelsburg: Links vorne der Ippinghäuser Grund mit Ippinghausen und dem tiefer gelegenen Weiler Leckringhausen, schräg rechts dahinter Wolfhagen und der Ofenberg (372,5 m; 6,8 km entfernt) rechts der Stadt und am Westrand des Altenhasunger Grabens; weiter rechts der Isthaberg (523,1 m; 7,1 km) und schließlich die Isthaebene mit Bründersen vor Istha vor Oelshausen (Mitte) und Altenstädt vor Balhorn (rechts), die zum Ippinghäuser Grund hin vom flacheren, bewaldeten Höhenzug des Rauenstein (366,4 m; 2,4 km) gerahmt wird.

Hintere Reihe: Links hinter den Windkraftanlagen Stromberg (362,2 m; 14,0 km) und Heidelbeerenberg (398 m; 13,3 km), rechts dahinter der Desenberg (343,6 m; 25,6 km); links des Ofenbergs der Warteberg (419 m; 9,8 km), zwischen beiden der Escheberg (448,9 m; 16,0 km), dem sich nach rechts der Heuberg (392 m; 30,9 km) links hinter dem Malsberg (405,6 m; 17,3 km) und schließlich Westberg (340 m; 31,4 km) und Schöneberg (323 m; 33,2 km) bei Hofgeismar anschließen; in der Bildmitte, links hinter dem Isthaberg, das Bärenberg-Massiv mit Kleinem Gudenberg (531,8 m; 13,7 km), Großem Gudenberg  (568,7 m; 13,7 km) und Großem Bärenberg (600,7 m; 12,3 km) mit Funk- und Aussichtsturm sowie, rechts des Isthabergs, dem Rohrberg (516,7 m; 11,9 km); weiter rechts Bosenberg (471,5 m; 10,7 km) und, hinter dem Burghasunger Berg (479,7 m; 10,6 km) der Dörnberg (578,7 m; 16,7 km) nebst Hohlestein (476,6 m; 17,5 km) und Katzenstein (gut 420 m; 17,3 km); hinter den Windkraftanlagen schließlich der Hohe Habichtswald (614,8 m; 15,1 km) hinter Hundsberg (496 m) und Wattenberg (516,2 m; 9,5 km) mit Martinhagen und Breitenbach rechts davon und schließlich Saukopf (511,4 m; 12,7 km) und Schwengeberg (556,7 m; 14,0 km) in den Langenbergen.

Hinterer Horizont: Links vom Stromberg der Winterberg (429,1 m; 76,6 km), Großer Pulskopf  (447,7 m; 69,5 m) zwischen Strom- und Heidelbeerenberg sowie Köterberg (495,8 m; 65,9 km) rechts des Desenbergs (alle Lipper Bergland); zwischen Warteberg und Bärenbergmassiv im Hintergrund der unauffällige Solling (bis 527,8 m; am Höhenschwerpunkt gut 65 km); davon unmittelbar links der Gudenberge der Große Steinberg (492,5 m; 60,0 km); zwischen Dörnberg und Hohem Habichtswald der Dransfelder Stadtwald mit dem Hohen Hagen (492,5 m; 48,6 km), links davon der fast nie (auch hier nicht) sichtbare Brocken (1141,2 m; 117,4 km); zwischen Hohem Habichtswald und Saukopf der Kaufunger Wald mit dem rechts als Kuppe erkennbaren Bilstein (641,2 m; 44,7 km), zwischen Saukopf und Schwengeberg der Hohe Meißner (bis 753,6 m; 49,8 km).

## Galerie

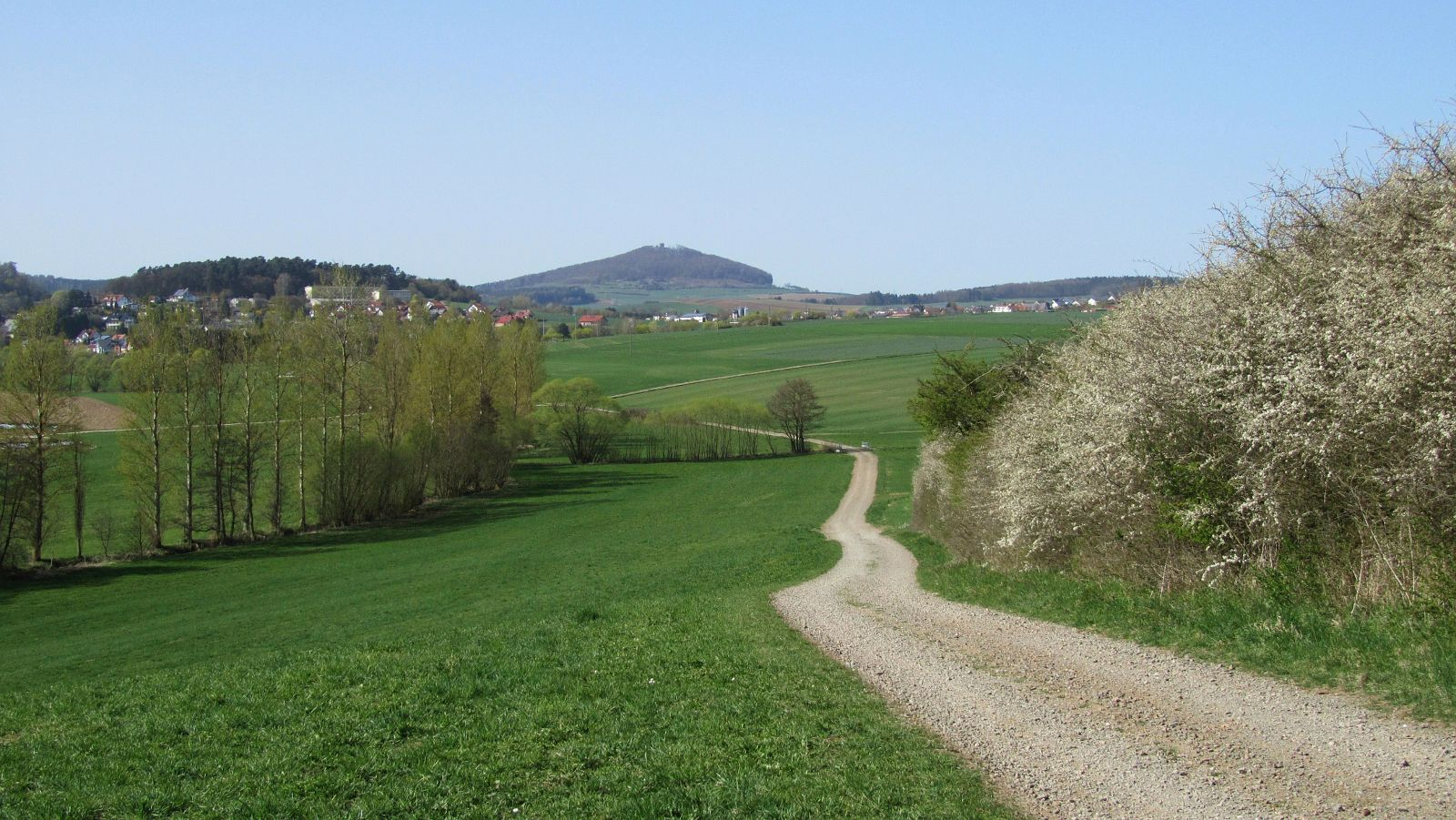
Blick von Südosten aus Richtung Elberberg über Naumburg zum Weidelsberg
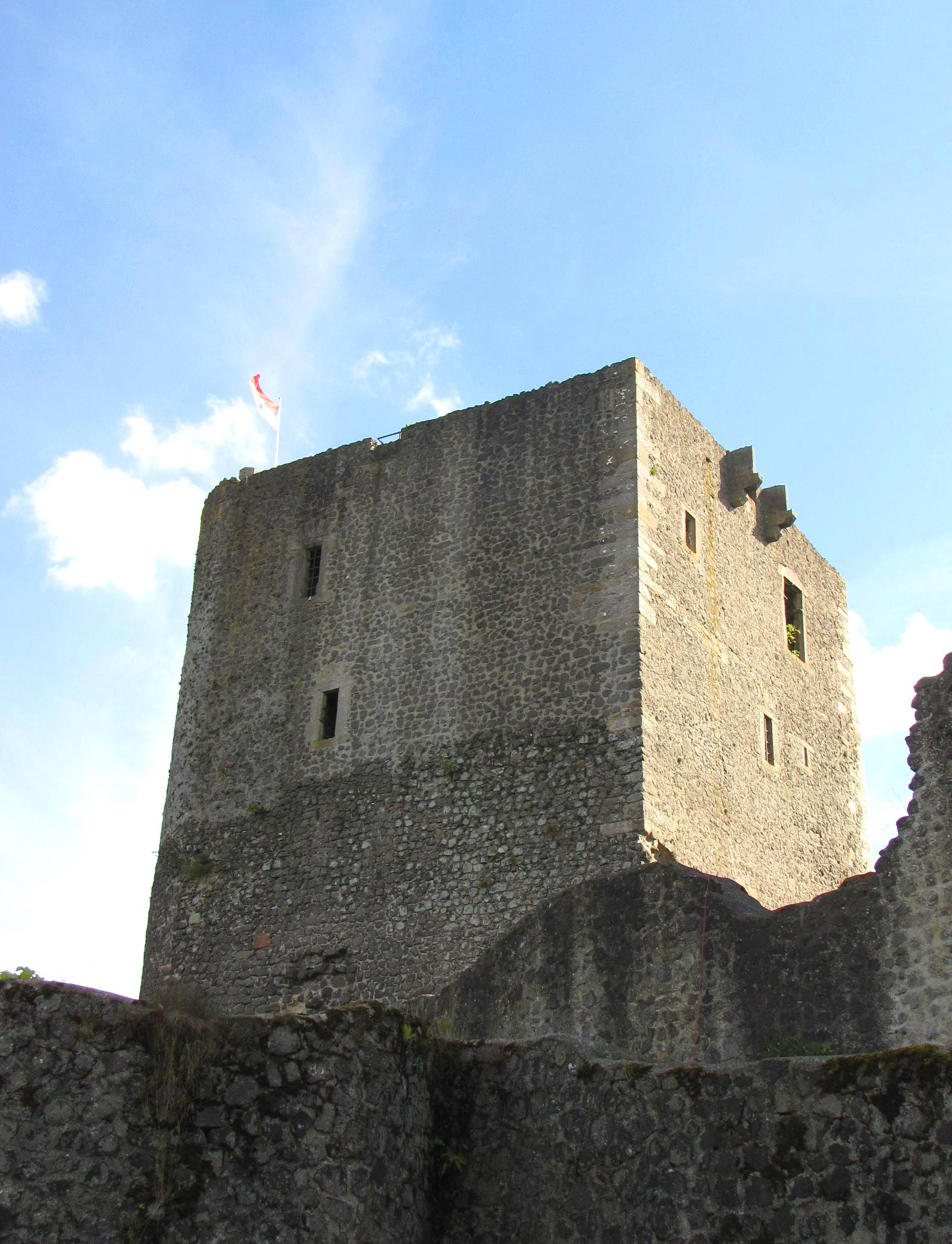
Weidelsburg – Ost-Palas